# Wietse Tanghe
Wietse Tanghe (Gent, 22 mei 1990) is een Vlaams acteur.
Hij had in 2002 een hoofdrol in de film Science Fiction. Tanghe is veel te zien als gastacteur in verschillende reeksen. Zijn televisiedebuut kwam er in Kulderzipken in 1997. Vanaf 2000 werd Tanghe gevraagd voor verschillende reeksen, waaronder in 2005 een hoofdrol als de jonge Piften in de miniserie De Kavijaks. Hij is de zoon van toneelregisseur Dirk Tanghe en actrice Karin Tanghe.
In 2012 vertolkte hij een hoofdrol in de fictiereeks Quiz Me Quick. Ook is hij bekend als Nathan in de telenovelle Lisa, een rol die hij speelde van 2021 tot 2022 en soms nog eens sporadisch opduikt.

## Televisie en film
- Kulderzipken (1997) - als kleine Rudolf
- Science Fiction (2002) - als Wietse
- Flikken (2000) - als Maarten
- Flikken (2001) - als Niels De Troch
- Witse (2005) - als Toon Nackaerts
- De Kavijaks (2005) - als jonge Jozef 'Piften' Vantorre
- Witse (2006) - als Pieter Taeymans
- Flikken (2007) - als Lenn
- Wittekerke (2008) - als Gunther
- Spoed (2008) - als Jochem Govaert
- LouisLouise (2008) - als jonge kerel
- Zone Stad (2008) - als Arnaud
- Familie (2009) - als vriend van Gert
- A'dam - E.V.A. (2011) - als scout
- De Elfenheuvel (2012) - als Benny
- Quiz Me Quick (2012) - als Nick Van Loo
- Het Vonnis (2013) - als Simon
- Chansons de Charlotte (2013) - als Kristof
- In Vlaamse velden (2014) - als Guillaume Boesman
- Springtij (2014) - als Arne
- Aspe (2014) - als Steve Goethals
- Vriendinnen (2014) - als Ben Demuynck
- Professor T. (2016) - als Glen Maes
- Connie & Clyde (2018)
- Gips (2018) - als Douwe
- The Little Fisherman (2021) - als visser
- Lisa (2021-2022, 2022) - als Nathan De Geest
- 3Hz (2022) - als Robin

## Theater
- Paard : een musical (2009) en Paard : een opera (2010) van Tibaldus en andere hoeren (toneelgroep)